# إيغارس كوديس
إيغارس كوديس (مواليد 30 ديسمبر 1959) هو سبّاح لاتفي، مثّل بلاده في الألعاب الأولمبية الصيفية 1976.

## روابط خارجية
إيغارس كوديس على موقع الاتحاد الدولي للسباحة (الإنجليزية)
- إيغارس كوديس على موقع SwimRankings.net (الإنجليزية)
- إيغارس كوديس على موقع اللجنة الأولمبية الدولية (الإنجليزية)
- إيغارس كوديس على موقع أوليمبيديا (الإنجليزية)
- إيغارس كوديسعلى موقع اللجنة الأولمبية اللاتفية (مؤرشف) (اللاتفية)